# Kúty
Kúty é um município da Eslováquia, situado no distrito de Senica, na região de Trnava. Tem 27,158 km² de área e sua população em 2019 foi estimada em 3998 habitantes.

## Demografia
| Ano:        | 1994 | 2004   | 2014   | 2024   |
| ----------- | ---- | ------ | ------ | ------ |
| Broj ljudi: | 4093 | 4129   | 4053   | 4008   |
| Razlika:    |      | +0,87% | -1,84% | -1,11% |

| Ano:               | 2023 | 2024   |
| ------------------ | ---- | ------ |
| Número de pessoas: | 4012 | 4008   |
| Diferença:         |      | -0,09% |